# Andalucia Tennis Experience 2009
Andalucia Tennis Experience 2009 — тенісний турнір, що проходив на відкритих кортах із ґрунтовим покриттям. Відбувся уперше і належав до турнірів рівня International в рамках Туру WTA 2009. Проходив у Club de Tenis Puente Romano у Марбельї (Іспанія) з 6 до 12 квітня 2009 року.

## Переможниці та фіналісти

### Одиночний розряд
Єлена Янкович —  Карла Суарес Наварро, 6–3, 3–6, 6–3
- Для Янкович це був 1-й титул за сезон і 10-й — за кар'єру.

### Парний розряд
Клаудія Янс /  Алісія Росольська —  Анабель Медіна Гаррігес /  Вірхінія Руано Паскуаль, 6–3, 6–3